# Friedrich Lüthi
Friedrich Lüthi (19 dicembre 1850 – Ginevra, 16 marzo 1913) è stato un tiratore a segno svizzero.

## Carriera
Partecipò ai Giochi della II Olimpiade di Parigi nel 1900 dove vinse una medaglia d'oro nella prova di pistola a squadre.
Lüthi prese parte diverse volte ai Campionati mondiali di tiro, vincendo due medaglie d'oro e una medaglia di bronzo.

## Palmarès
| Anno | Manifestazione | Sede   | Evento                        | Risultato |
| ---- | -------------- | ------ | ----------------------------- | --------- |
| 1897 | Mondiali       | Lione  | Carabina, 300 metri a squadre | Oro       |
| 1898 | Mondiali       | Torino | Carabina, 300 metri a squadre | Bronzo    |
| 1900 | Olimpiadi      | Parigi | Pistola militare a squadre    | Oro       |
| 1900 | Mondiali       | Parigi | Pistola militare a squadre    | Oro       |